# Abdi Abdirahman

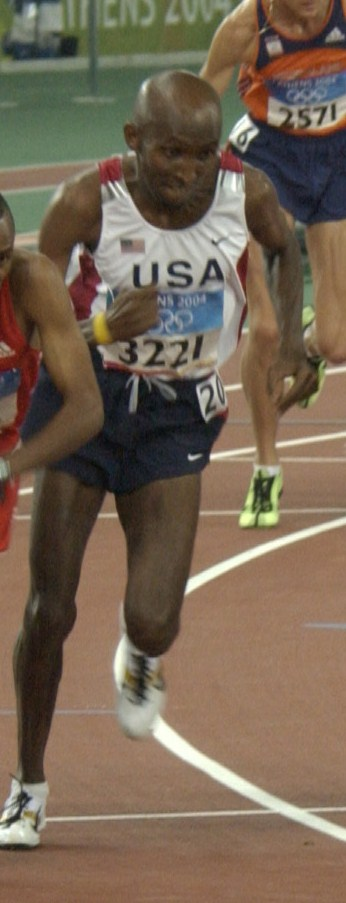
Abdi Abdirahman (2004)

Abdihakem „Abdi“ Abdirahman (* 1. Januar 1977 in Mogadischu, Somalia) ist ein US-amerikanischer Langstreckenläufer somalischer Herkunft.

## Leben
Abdirahman kam im Alter von zwölf Jahren in die Vereinigten Staaten. Er besuchte das Pima Community College in Tucson. An der University of Arizona schloss er ein Studium im Fach Retail & Consumer Studies ab.
Am 28. Januar 2000 erhielt er die US-Staatsbürgerschaft und qualifizierte sich auf Anhieb für die Olympischen Spiele 2000 in Sydney, wo er im 10.000-Meter-Lauf Zehnter wurde. Im darauf folgenden Jahr wurde er US-Meister über dieselbe Distanz und belegte den 19. Platz bei den Weltmeisterschaften 2001 in Edmonton. Bei den Olympischen Spielen 2004 in Athen kam er über 10.000 Meter auf den 15. Platz. Im selben Jahr startete er zum ersten Mal über die Marathondistanz und belegte beim New-York-City-Marathon in 2:17:09 h den 14. Platz.
2005 wurde er US-Meister über 10.000 Meter und im 10-Meilen-Straßenlauf, stellte über 5000 Meter mit 13:13,32 min seinen persönlichen Rekord auf und verbesserte sich beim New-York-City-Marathon auf den fünften Platz.
2006 holte er erneut den nationalen Titel über 10 Meilen, verbesserte seine 10.000-Meter-Zeit auf 27:22,81 min und wurde beim Chicago-Marathon Vierter in 2:08:56. Er war somit der fünfte US-Amerikaner, dem es gelang, die 2:09-Marke zu brechen.
Im Jahr darauf wurde er nationaler Meister über 10.000 Meter sowie im 10-km- und im 10-Meilen-Straßenlauf. Bei den Weltmeisterschaften 2007 in Osaka wurde er Siebter über 10.000 Meter. Beim Ausscheidungsrennen des US-Verbands für den Marathon der Olympischen Spiele 2008 in Peking erreichte er jedoch nicht das Ziel.